# 蒙通维莱尔
蒙通维莱尔（法語：Montonvillers）是法国皮卡第大区索姆省的一个市镇，属于亚眠区维莱博卡日县。该市镇2009年时的人口为82人。

## 人口
蒙通维莱尔人口变化图示
| 数据来源：INSEE |